# Richard Newby, Baron Newby

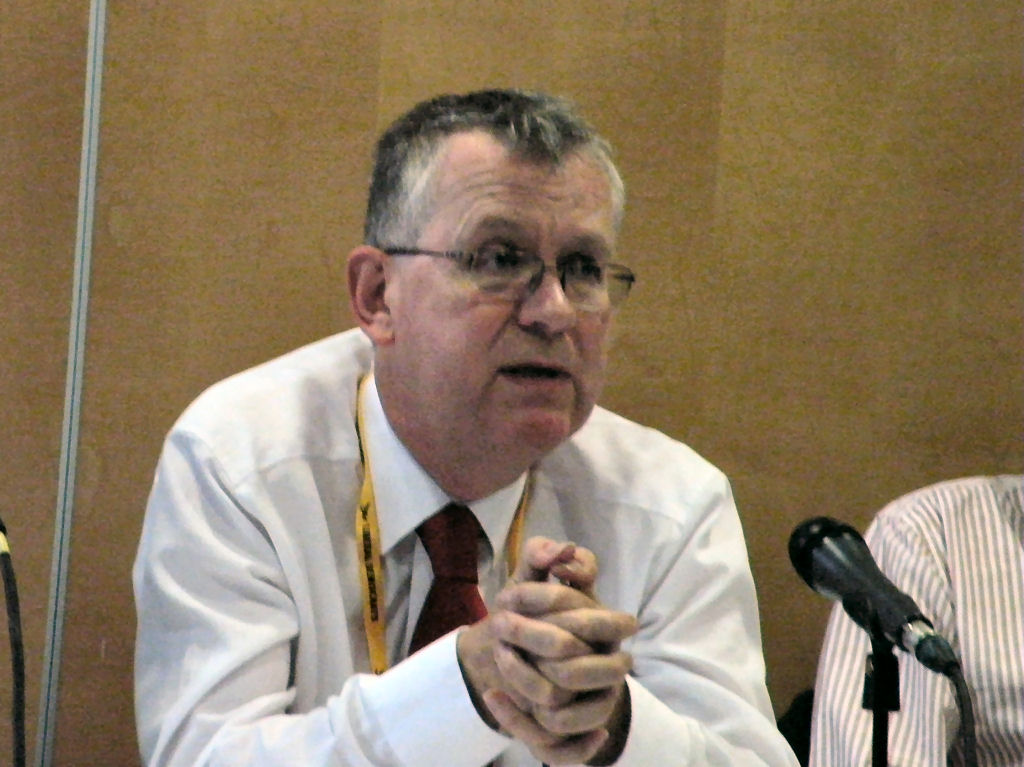
Richard Newby, Baron Newby (2011)

Richard „Dick“ Mark Newby, Baron Newby OBE (* 14. Februar 1953) ist ein britischer Verwaltungsbeamter, Wirtschaftsmanager und Politiker der Social Democratic Party (SDP) sowie der Liberal Democrats, der seit 1997 Mitglied des House of Lords ist.

## Leben

### Verwaltungsbeamter, Parteifunktionär und Wirtschaftsmanager
Newby absolvierte nach dem Besuch der Rodillian School ein Studium der Fächerkombination Philosophie, Politic und Ökonomie am St Catherine’s College der University of Oxford, das er 1974 mit einem Bachelor of Arts (B.A.) abschloss. Er begann seine berufliche Laufbahn als Verwaltungsbeamter 1974 bei der Königlichen Verwaltung für Zölle und Verbrauchssteuern (HM Customs and Excise) und war dort zwischen 1977 und 1979 Privatsekretär des Ersten Sekretärs, ehe er zuletzt von 1979 bis 1981 Vorsteher der Planungseinheit war. Zwischenzeitlich absolvierte er ein postgraduales Studium, das er mit einem Master of Arts (M.A.) beendete.
1981 verließ Newby den Verwaltungsdienst und fungierte stattdessen zwischen 1981 und 1988 als Nationalsekretär der von den ehemaligen Labour-Party-Politikern Roy Jenkins, David Owen, Bill Rodgers und Shirley Williams neugegründeten Social Democratic Party. Nach der Auflösung der SDP 1988 wechselte er in die Privatwirtschaft und war bis 1992 Direktor für Corporate Affairs von Rosehaugh plc, ein Unternehmen zur Entwicklung von Grundstücken in der City of London und den Docklands. Aufgrund seiner dortigen Verdienste wurde er 1990 als Officer des Order of the British Empire ausgezeichnet.
Danach war er zwischen 1992 und 1999 Direktor der Matrix Communications Consultancy Ltd sowie von 1993 bis 2008 Vorstandsvorsitzender der Reform Publications Ltd. In dieser Zeit engagierte er sich bei den Liberal Democrats und war von 1996 bis 1997 Direktor für externe Kommunikation bei deren Wahlkampfteam für die Unterhauswahlen am 1. Mai 1997.

### Oberhausmitglied
Newby wurde durch ein Letters Patent vom 25. September 1997 als Life Peer mit dem Titel Baron Newby, of Rothwell in the County of West Yorkshire, in den Adelsstand erhoben. Am 15. Oktober 1997 folgte seine Einführung (Introduction) als Mitglied des House of Lords.
Als solcher war er sowohl von 1997 bis 2010 Sprecher der Fraktion der Liberal Democrats für das Schatzamt als von 1999 bis 2006 Stabschef von Charles Kennedy, der zu dieser Zeit Parteivorsitzender der Liberal Democrats war.
Lord Newby fungierte darüber hinaus von 1999 bis 2001 als Direktor der Flagship Group und ist seit 2001 Vorsitzender von Live Consulting sowie seit 2010 Vorsitzender von Live Sport CIC. Daneben ist er seit 2010 Co-Vorsitzender des Finanzpolitischen Komitees der Liberal Democrats und engagiert sich des Weiteren als Trustee des Coltstaple Trust sowie als Vorsitzender der Organisation International Development through Sport (IDS).
Am 3. Mai 2012 wurde er Nachfolger von Lord Shutt of Greetland als stellvertretender Parlamentarischer Geschäftsführer (Deputy Chief Whip) der liberaldemokratischen Fraktion im Oberhaus und trägt als solcher den Titel eines Captain of the Queen’s Bodyguard of the Yeomen of the Guard.